# Bernhard V. (Paderborn)

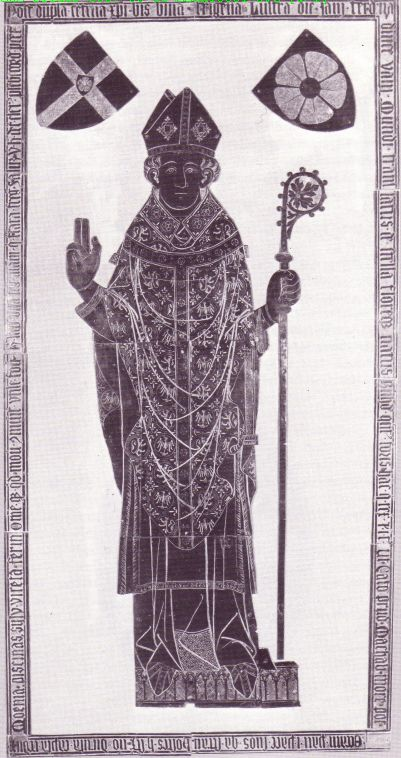
Grabplatte von Fürstbischof Bernhard V. im Dom zu Paderborn

Bernhard V. (* 1277; † 1341) war der zweite Bernhard zur Lippe auf dem Paderborner Bischofsstuhl. Er gilt als der Schöpfer des mittelalterlichen Territoriums des Bistums Paderborn, des Hochstifts Paderborn.

## Leben
Bernhard entstammte dem Hause Lippe. Seine Eltern waren Simon I. von Lippe und Adelheid von Waldeck, Tochter von Heinrich III. von Waldeck. Seine Geschwister waren
- Heinrich († ca. 1336), Dompropst in Minden und Domscholaster in Münster
- Hermann († 1324), Kleriker
- Diedrich († 1326), Ritter im Deutschen Orden
- Simon († 1334), Domherr zu Münster, begraben im Kloster Marienfeld
- Bernhard V. (1290– 1365), Herr von Lippe,  ⚭ Richarda von der Mark (von Saffenberg)
- Adolf
- Mechthild († 1366), ⚭ Graf Johann II. von Bentheim († 1332)
- Adelheid (1298–1324), ⚭  Hermann II. von Everstein
- Otto (1300–1360), Herr von Lippe in Lemgo, ⚭ Irmgard von der Mark;
- Hedwig (1313–1369), ⚭ Adolf VII. von Holstein-Schauenburg († 1352).

Seine von territorialer Stärke geprägte Politik spiegelte sich auch darin wider, dass er als erster Bischof nicht mehr als Bischof siegelte, sondern als Mitglied der Familie zur Lippe. 1305 wurde Bernhard unter Bischof Otto von Rietberg zum Dompropst von Paderborn bestellt. Anschließend wurde er zum Tutor und Defensor der weltlichen Herrschaft des Bischofs von Paderborn bestellt und stand damit faktisch den amtierenden Bischöfen Günther (1307–1310) und Dietrich II. (1310–1321) vor. Von 1321 bis 1341 hielt er das Bischofsamt selbst.
Die sich ausprägende ständische Mitsprache bei der weltlichen Herrschaft über das Hochstift verlieh ihm eine starke Position. Entsprechend wurde ihm 1309 ein ständischer Rat beigegeben, zusammengesetzt aus je vier Domherren und Ministerialen und je zwei Bürgern aus den Städten Paderborn und Warburg. Bernhard verpflichtete sich zur Achtung der Richtlinien des ständischen Rates. Das festgelegte landesrechtliche Zusammenspiel zwischen Domkapitel, Landesadel und Städten führte zu Verfassungsgesetzen, die das Territorium lange Zeit prägen sollten. Bernhard festigte die Landesherrschaft insbesondere durch eine Förderung der Städte im Hochstift. Paderborn wurde zu einem der städtereichsten Territorien in Westfalen. Bernhard festigte die Landesherrschaft insbesondere durch den Kauf des größeren Teiles der Stadt Brakel und die Gründung der Städte Dringenberg und Peckelsheim. Bernhard stärkte durch finanzielle Zuwendungen auch das Kloster Marienmünster, die Minderstädte Vörden und Bredenborn, sowie die Stadt Beverungen.
Im Jahre 1332 initiierte Bernhard Ausbaumaßnahmen am Chor des Paderborner Domes, indem „auf die Dauer von zehn Jahren die Einkünfte des ersten Jahres aller neuzubesetzenden geistlichen Ämter für die Dombaukasse“ eingezogen werden sollten. Die Arbeiten wurden durch den Stadtbrand von 1340 unterbrochen und erst ab 1343 unter seinem Nachfolger Balduin von Steinfurt fortgesetzt.
Bernhard finanzierte seine Maßnahmen nicht nur aus Steueraufkommen, sondern auch aus privatem Besitz. Die seit der Ernährungskrise 1316/17 auch mit erhöhten Finanzaufwendungen einhergehende wirtschaftliche Krise machte es für den Bischof Bernhard 1326 nötig, mit dem Adel und dem Domkapitel das Privilegium Bernhardi festzulegen. Es bildete einen Herrschaftsvertrag des Bischofs mit den Ständen. Für Geldzahlungen verpflichtete sich der Bischof zu Steuerprivilegien bei grundsätzlichem Versprechen der Stände zur Hilfeleistung.